# Чапаєв з нами
«Чапаєв з нами» — радянський короткометражний агітаційний фільм, прем'єра якого відбулася в СРСР на самому початку Великої Вітчизняної війни — 31 липня 1941 року.

## Сюжет
Восени 1919 року, в трагічній переправі через Урал біля Лбищенська, Чапаєв рятуючись від кулеметного вогню, вибирається на берег і потрапляє в літо 1941 року. Його зустрічають два червоноармійця — кіннотник і танкіст. «Ну, що у вас тут? Знову німці полізли?» — звертається до них Василь Іванович. Отримавши ствердну відповідь, надягає папаху з буркою і командує: «По конях!». Далі, на тлі прапора, слідує полум'яна промова, як би звернена до частин Червоної армії, вишикованих для параду на Червоній площі. З неї глядач дізнається, що Чапаєв бив ворога незважаючи на погане матеріальне забезпечення — «Було по одній гвинтівці на трьох!». А щодо війни питання поставлено руба: «Або вони нас, або ми їх!», але й ситуація в армії кардинально змінилася: «Чудова у вас зброя. З такою зброєю нічого не страшно. Чудові у вас бійці. Дивись, у кожного чоботи є!». Повз Чапаєва, крокують парадним строєм війська. На завершення слідує заклик: «Так бийтеся завжди, як ми билися! Або ні! Ще краще бийтеся! Не давайте пощади ворогові, а я проклинаю його чапаївським прокляттям. І пам'ятайте бійці, Чапаєв завжди з вами! Вперед!». В кінці, під бравурну музику III частини (Allegro molto vivace) Шостої симфонії П. І. Чайковського, йде нарізка з документальної кінохроніки передвоєнних маневрів Червоної армії.

## У ролі
- Борис Бабочкін — Василь Іванович Чапаєв

## Знімальна група
- Режисер — Володимир Петров
- Сценарію — Лео Арнштам, Сергій Герасимов
- Оператор — Володимир Яковлєв
- Композитор — Петро Чайковський